# Serravalle, Ticino
Serravalle är en  kommun i distriktet Blenio i kantonen Ticino, Schweiz. Kommunen har 2 066 invånare (2023).
Kommunen bildades 1 april 2012 genom en sammanslagning av kommunerna Malvaglia, Semione och Ludiano. Kommunen tog sitt namn från en slottsruin i kommunen.